# کاتلان ردمون
کاتلان ردمون (انگلیسی: Katelan Redmon؛ زادهٔ ۱۱ اکتبر ۱۹۸۸) بازیکن بسکتبال اهل ایالات متحده آمریکا است.